# Вільям Карл Б'юкен
Вільям Карл Б'юкен (англ. William Carl Buchan, 23 грудня 1956) — американський яхтсмен.
Олімпійський чемпіон 1984 року в класі Летючий голандець.
Чемпіон Північної Америки в класі Солінґ 1976 року.